# Devil’s Third Online
Devil’s Third Online — массовый многопользовательский шутер от третьего лица с элементами слэшера от знаменитого геймдизайнера Томонобу Итагаки. В России игра запущена на платформе Фогейм. В настоящее время Devil’s Third Online находится на стадии закрытого тестирования, после релиза игра будет распространяться по системе free-to-play.

## Общая информация
Devil’s Third Online совместила в себе элементы классического шутера от третьего лица и слэшера. В игре есть как PvP, так и PvE-режимы. Игрокам доступны несколько классов, от которых зависит выбор оружия. В игре есть возможность создать несколько комбинаций персонажа, в каждой из которых можно выбрать класс, снаряжение и униформу. Комбинацию можно выбрать перед матчем и сменить перед возрождением во время боя.
Матчи в Devil’s Third Online отличает высокая динамичность: помимо традиционных перестрелок, игроки могут сражаться врукопашную и перемещаться по карте с помощью паркура. Для перестрелок игрокам доступно множество видов огнестрельного оружия. В ближнем бою важную роль играет холодное оружие — с помощью топора, катаны, бензопилы или другого орудия убийства бойцы могут проводить серию атак, эффектно добивать противников, а также ставить блоки и уклоняться. Паркур позволяет беспрепятственно перемещаться по карте, быстро уходить от вражеского огня и неожиданно нападать на соперников.
Игрок прокачивает[что?] своего персонажа, убивая соперников в матчах. На данный момент максимальный уровень персонажа — 250. Уровень определяет, какие вещи и оружие доступны игроку в магазине. По достижении отдельных уровней игрок получает значки, которые можно повесить перед своим ником в игре. Также значки выдаются за выполнение особых условий — победа в определённых режимах, большое количество фрагов и т. д.
В игре есть своя валюта: доллены и очки Хаттис. Валюту можно заработать, выполняя задания, получая новые уровни и участвуя в боях. Также деньги можно получить просто заходя в игру. За доллены и очки Хаттис в игре приобретаются оружие и униформа для персонажа. Очки Хаттис заработать сложнее, чем доллены, поэтому за них можно купить более редкое оружие или экипировку.
Игроки могут объединяться в кланы. В ближайшем будущем разработчики планируют добавить в игру клановые войны, строительство баз и рейтинг кланов.

## Сюжет
Сюжет игры построен вокруг эффекта Кесслера — скопившийся на околоземной орбите космический мусор привёл к гибели почти всех спутников. Планету охватил хаоc, власть перешла от ослабших правительств к кланам, постоянно воюющим друг с другом за землю и ресурсы.
В этой войне главную роль играет пехота. Кланы также занимаются строительством баз и осадами чужих цитаделей.

## Особенности игры

### Настройка внешности
В Devil’s Third Online игроки могут менять внешность своего персонажа, покупая различную одежду. Им доступны широкие возможности для кастомизации — помимо обычных вещей, персонажа можно одеть в костюм рыцаря, космонавта и т. д. Кроме того, большинство вещей можно перекрашивать по своему вкусу.

### PvP-режимы
Во время тестирования игрокам доступно 5 PvP-режимов. Максимальное количество участников в каждом бою — 16.
Командный бой. Перед началом схватки игроки делятся на две команды. Цель каждой команды — убить как можно больше игроков из команды противника. За каждое убийство начисляются очки. Выигрывает команда с наибольшим количеством очков.
Против всех. В этом режиме каждый игрок сражается сам за себя. За убийство других игроков начисляются очки. Цель каждого бойца — уничтожить больше врагов, чем остальные. Побеждает тот, кто наберёт больше всего очков к концу матча.
Захват груза. Перед началом боя игроки делятся на две команды. На карту с неба падает секретный груз — ящики, внутри которых может лежать мощное оружие или боеприпасы. Задача команд — захватить ящики и получить за это очки. Побеждает команда, которая набрала большее количество очков за отведённое время.
Бой за оружие. Игроки начинают матч без оружия, каждый из них сражается сам за себя. На карте есть только одно оружие ближнего боя. Оно появляется в случайном месте и получить его может каждый персонаж. За убийство оружием игрок получает вдвое больше очков, чем за убийство голыми руками. Забрать оружие у персонажа можно только убив его. Побеждает игрок, набравший наибольшее количество очков за отведённое время.
Рукопашная. Бойцы делятся на две команды и сражаются на холодном оружии и кулаках. Побеждает команда, набравшая большее количество очков к концу матча.
В будущем в игру планируется добавить следующие режимы:
Контроль позиции. Команде нужно захватить точку быстрее соперников. За удержание точки начисляются очки. Через определённое время точка перемещается в другое место.
Доставка. В матче участвуют две команды. На карте появляется два чемодана. Для победы командам необходимо отнести вражеский чемодан на базу и помешать перенести свой чемодан соперникам.
Ко-ко-ко!. В этом режиме каждый игрок сражается сам за себя. На карте в определённых местах сидят куры. Игрок должен поймать курицу, после чего та начнёт следовать за ним. Игроку начисляются очки за время, в течение которого он контролировал курицу. Чем больше кур поймал игрок, тем больше очков он заработает. Если игрока убивают, то куры летят по своим первоначальным местам, а некоторые переходят под контроль персонажа, убившего игрока.
Фруктовый микс. На карте находятся торговцы фруктами, а в случайном месте появляется огромный миксер. Игроки делятся на две команды. Задача игроков — брать фрукты у торговцев, закидывать их в миксер и получать за это очки для команды. Миксер постоянно меняет место дислокации, а фрукты работают как гранаты — ими можно запросто взрывать врагов.
Подрыв. Игроки делятся на две команды: те, кто хочет взорвать бомбу, и те, кто должен им  помешать. Матч проходит в несколько раундов. Чтобы получить очко в раунде, команде нужно либо убить всех противников, либо выполнить задачу: нападающим — взорвать бомбу, защищающимся — не позволить им сделать это. На протяжении всего матча команды успевают несколько раз поменяться ролями.
Также в игре существует режим, в котором правила выбираются случайным образом. При этом игроки могут выбрать карту, на которой они будут сражаться.

### PvE-режим
На тесте по заявкам игрокам будет доступен один PvE-режим. Максимальное количество участников — 4.
Эпидемия. Сражение происходит в заброшенной лаборатории. Игроки должны отражать волны атак мутантов. Новые монстры появляются только тогда, когда убиты все старые. Максимальное количество волн — 20.
Также игрокам доступны два одиночных режима. В режиме подготовки к бою игроки могут заново пройти обучение, сходить на полигон и изучить карты, которые сейчас доступны в игре. В режиме тира можно попробовать оружие прежде, чем купить его в магазине.

### Классы
В игре существует 4 класса. Игрок не привязан строго к одному классу. В игре есть возможность создать несколько комбинаций персонажа, в каждой из которых можно выбрать класс, снаряжение и униформу. Комбинацию можно выбрать перед матчем и сменить перед возрождением во время боя. Класс накладывает ограничения на использование разных типов оружия.
Штурмовик — боец, использующий штурмовое оружие в качестве основного и пистолет-пулемёт, дробовик или пистолет в качестве дополнительного.

Пулемётчик — боец, специализирующийся на тяжёлом оружии. Он несёт с собой больше боеприпасов, а в качестве дополнительного оружия может использовать гранатомёты. 

Снайпер — боец, использующий в бою снайперские винтовки. Из дополнительного оружия снайперу доступны только пистолет или автоматический пистолет.

Охотник — боец, специализирующийся на уничтожении мутантов. Доступен только в PvE-режиме «Эпидемия». Он может взять любое оружие в качестве основного и дополнительного. Кроме того, только эти бойцы могут использовать специальное оружие против мутантов.

### Оружие
Игрокам доступно 11 видов оружия. Все их можно приобрести в магазине. Большинство видов огнестрельного оружия можно модифицировать, добавляя к нему различные прицелы, глушители, увеличенные магазины или подствольные гранатомёты.
Холодное оружие. Доступно всем классам. С его помощью игроки могут комбинировать разные виды атаки и эффектно добивать противников.

Штурмовые винтовки. Универсальное оружие, подходящее как для нападения, так и для обороны. Доступно охотникам и штурмовикам.

Пулемёты. Тяжёлое оружие с внушительным уроном. Подходит для охотников и пулемётчиков.

Снайперские винтовки. Предназначены для уничтожения противников издалека. Этот тип оружия могут использовать только снайперы и охотники. 

Пистолеты. Компактное оружие для боя на ближней и средней дистанции, которое доступно всем классам.

Дробовики. Мощное оружие, незаменимое на ближних дистанциях. Доступно лишь штурмовикам и охотникам. 

Пистолеты-пулемёты. Лёгкое скорострельное оружие, которым могут пользоваться все классы, кроме снайперов. 

Автоматические пистолеты. Лёгкое оружие, которое используют снайперы и охотники. 

Гранатомёты. Мощное оружие с большим радиусом поражения. Подойдёт для пулемётчика и охотника. 

Гранаты. В зависимости от вида, гранаты могут наносить урон, ослеплять, оглушать или использоваться в качестве радара. 

X-Gear. Самое мощное оружие в игре. Для того, чтобы использовать X-Gear, необходимо набрать определённое количество очков во время матча.

### Карты
«Техас-сити» — заброшенный город с пулемётной вышкой в техасской пустыне. 

«Нью-Йорк» — стройка посреди городских кварталов разрушенного Нью-Йорка.

«Форт Бейкер» — военная база с видом на знаменитый мост Золотые ворота. 

«Большой каньон» — заброшенная многоуровневая военная база в Большом каньоне.

«Джунгли» — большая карта со множеством укрытий в деревне посреди джунглей. 

«Отель» — старый отель с бассейном и пальмами, расположенный на берегу океана.
Планируются к добавлению:
«Доки» — масштабная карта в заброшенном порту с большим количеством укрытий. 

«Прииск» — многоуровневая карта на заброшенном руднике. 

«Завод» — средняя по размерам карта на запустелом предприятии.

«Промзона» — разрушенная промышленная зона со множеством контейнеров и вагонов. 

«Скалистые горы» — большая карта в горной местности.

## Отзывы
Автор журнала «Игромания» Фёдор Сивов отметил высокую динамику сражений в игре:
«Каким мы представляем себе японский сетевой экшен? Быстрым, энергичным, с толикой национального безумия. А ещё у него должен быть колоритный разработчик. Devil’s Third Online соответствует этому описанию по всем пунктам».
Он также выделил эффектную боевую систему, подчеркнув, что «битвы получаются неистовыми и зрелищными, кровь льётся галлонами, а трупы остаются валяться порубленными на салат оливье».
Издание Riot Pixels также выделило высокую скорость боя:
«Начали мы знакомство с привычного дефматча, где разрешены все виды оружия. Динамика была сумасшедшая; пусть мы сражались в усечённом формате 4х4 (максимум здесь – 16 человек на матч), соперники быстро находили друг друга на небольших по размеру картах и превращали в фонтаны кровавых ошметков».
Сайт Shazoo отметил сражения в ближнем бою в режиме «Рукопашная»:
«Очень весело, бодро и местами даже хардкорно, так как боевая система в духе Ninja Gaiden требует определённых умений. Блок, кувырок, целая куча ударов и их связок – все это привязано к отдельным кнопкам, так что потребуется немало времени прежде, чем удастся идеально овладеть искусством местного ближнего боя. Зато освоив его, игрок будет нехило безобразничать, даже в битве со стрелками».